# Lagerberg
Der Lagerberg ist eine Erhebung im Teutoburger Wald. Er hat eine Höhe von 128 m ü. NHN.
Er befindet sich nördlich der Riesenbecker Bauerschaft Lage. Der Lager Berg bildet zusammen mit dem westlich gelegenen Bergeshöveder Berg und Riesenbecker Berg sowie dem östlich gelegenen Birgter Berg den Riesenbecker Osning. Diese Einteilung des Teutoburger Waldes wird im Westen durch den Mittellandkanal mit der Gravenhorster Schlucht begrenzt. Im Osten durch einen Einschnitt am Dörenther Berg, durch den die B 219 läuft.